# Григор'євська (Тарногський район)
Григо́р'євська (рос. Григорьевская) — присілок у складі Тарногського району Вологодської області, Росія. Входить до складу Спаського сільського поселення.

## Населення
Населення — 7 осіб (2010; 14 у 2002).
Національний склад (станом на 2002 рік):
- росіяни — 100 %